# تنها و گل‌ها
تنها و گل‌ها فیلمی به کارگردانی و نویسندگی ابوالقاسم ملکوتی و به تهیه کنندگی نصرت‌الله اوزار  ساختهٔ سال ۱۳۵۲ است. موسیقی این فیلم  کار واروژان است و خوانندگی ترانه های آن توسط هایده، عارف و حسین موفق انجام شده است.

## خلاصه داستان
علی پول‌هایش را در قمار می‌بازد او وقتی درمی یابد که به او نارو زده‌اند یکی از قماربازها را از پا درمی‌آورد و به زندان می‌افتد. در غیبت او زن و فرزندش می‌میرند. علی در ندامتگاه با کریم آشنا می‌شود. رئیس زندان از علی می‌خواهد که در صورت آزادی بکوشد تا فرد مفیدی برای جامعه باشد. علی، پس از آزادی، کارش را به عنوان نوازندهٔ ویلن در کافه‌های پایین شهر آغاز می‌کند و به تدریج آوازه‌ای می‌جوید و بدهی‌های زنی فقیر را می‌پردازد و از او و فرزندش سیمین مراقبت می‌کند. او بچه‌های سر راهی و بی سرپرست را به خانه می‌آورد و بزرگ می‌کند. سال‌ها بعد سیمین با جوان دانشجویی آشنا می‌شود و علی مراسم جشن ازدواج آن دو را برگزار می‌کند. در روزهایی که سیمین و شوهرش به ماه عسل رفته‌اند علی بینایی اش را از دست می‌دهد و با آمدن آن‌ها فوت می‌کند. علی قبل از مرگ عکس مشترک خود و همسرش را به سیمین می‌دهد و فاش می‌کند که پدر واقعی اش نبوده است.

## بازیگران
- ارغوان
- منصور متین
- مرتضی احمدی
- پروین ملکوتی
- علی زندی
- جهانگیر فرداد
- قدیر افشانی
- احمد صابری
- مستانه
- پروانه
- برات
- یحیی وطن دوست
- شیرین